# ボーマルシェ フィガロの誕生
『ボーマルシェ フィガロの誕生』（Beaumarchais, l'insolent）は、1996年のフランス映画。
後にオペラ化された戯曲『フィガロの結婚』『セビリアの理髪師』で知られる劇作家ボーマルシェの型破りな半生を描いた大作。
映画監督で劇作家のサシャ・ギトリが、余りにも大がかりで舞台上演が不可能と断念して未完成のままにしていた戯曲が原作となっている。これを映画用に劇作家ジャン＝クロード・ブリスヴィルと監督のエドワール・モリナロが脚色し直して、豪華キャストを配して完成させた作品である。

## キャスト
- ファブリス・ルキーニ - ボーマルシェ
- サンドリーヌ・キベルラン - マリー・テレーズ
- マニュエル・ブラン - ギュダン
- ミシェル・オーモン - ブルトゥイユ男爵
- ジャン＝フランソワ・バルメール - サルティーヌ
- ジャン＝クロード・ブリアリ - アボ
- パトリック・ブシテ - ルジェ氏
- エヴリーヌ・ブイックス - ヴィジェ＝ルブラン夫人
- イザベル・カレ - ロジーヌ役の女優
- ジョゼ・ガルシア - フィガロ役の俳優
- アラン・シャバ - ヴェルサイユの貴族
- ジュディット・ゴドレーシュ - マリー・アントワネット
- マレー・ヘッド - ロシュフォール卿
- ギ・マルシャン - 宮廷人
- クレール・ヌブー - シュヴァリエ・デオン
- ミシェル・ピコリ - コンティ
- ミシェル・セロー - ルイ15世
- ジャック・ウェベール - ショルヌ男爵
- ジャン・ヤンヌ - ルイ・ゲズマン
- ドミニク・グールド - アーサー・リー
- ジャン＝マリー・ベセ - デフォンテーヌ
- パスカル・トマ - 演劇批評家